# Дуб «Золотопотіцький № 1»
Дуб «Золотопоті́цький № 1» — вікове дерево, ботанічна пам'ятка природи місцевого значення в Україні.

## Розташування
Зростає поблизу смт Золотий Потік Бучацького району у кварталі 62 виділі 11 Золотопотіцького лісництва ДП «Бучацьке лісове господарство» в межах лісового урочища «Порохова».

## Пам'ятка
Оголошений об'єктом природно-заповідного фонду рішенням № 554 виконкому Тернопільської обласної ради від 23 грудня 1974 року. Початкова назва — «Золотопотіцький дуб», офіційно перейменована на «Дуб „Золотопотіцький № 1“» рішенням № 75 другої сесії Тернопільської обласної ради шостого скликання від 10 лютого 2016 року.
Перебуває у віданні ДП «Бучацьке лісове господарство».

## Характеристика
Площа 0,02 га.
Під охороною — дуб черещатий віком понад 400 р., діаметром 180 см і висотою 30 м, цінний у науковому, пізнавальному та естетичному значеннях.